# جبل العوي
جبل العوي وهو جبل يقع في مديرية مناخة التابعة لمحافظة صنعاء ويبلغ ارتفاعة 2.400متر